# Christian Mafla
Christian Camilo Mafla Rebellón (Palmira, 15 gennaio 1993) è un calciatore colombiano, difensore del Santa Fe.

## Carriera
Ha giocato nella prima divisione dei campionati colombiano e statunitense.

## Palmarès

### Club

#### Competizioni nazionali
- Copa Colombia: 1

Atlético Nacional: 2018
- MLS Supporters' Shield: 1

New England Revolution: 2021